# Siphona macronyx
Siphona macronyx is een vliegensoort uit de familie van de sluipvliegen (Tachinidae). De wetenschappelijke naam van de soort is voor het eerst geldig gepubliceerd in 1982 door O'Hara.